# Проєктивна група
Проєктивна група від {\displaystyle n} змінних над тілом {\displaystyle K} — група {\displaystyle PGL_{n}(K)} перетворень {\displaystyle (n-1)}-вимірного проєктивного простору {\displaystyle P_{n-1}(K)},
індукованих невиродженими лінійними перетвореннями простору {\displaystyle K^{n}}.
Є природний епіморфізм
{\displaystyle P:GL_{n}(K)\to PGL_{n}(K)},
ядром якого є група гомотетій простору {\displaystyle K^{n}}, ізоморфна мультиплікативній групі {\displaystyle Z^{*}} центра {\displaystyle Z} тіла {\displaystyle K}.
Елементи групи {\displaystyle PGL_{n}(K)}, називаються проєктивними перетвореннями, є коллінеаціями простору {\displaystyle P_{n-1}(K)}.

## Властивості
- При {\displaystyle n\geq 2} група {\displaystyle PSL_{n}(K)} проста, за винятком двох випадків: коли {\displaystyle n=2} і {\displaystyle |K|=2} або {\displaystyle 3}.
- Якщо {\displaystyle K} — скінченне поле з {\displaystyle q} елементів, то
    {\displaystyle |PSL_{n}(K)|=(q-1,n)^{-1}q^{n(n-1)/2}(q^{n}-1)(q^{n-1}-1)\cdots (q^{2}-1).}